# 정도영
정도영(鄭島榮, 1901년 9월 16일 ~ 1979년 8월 12일)은 대한민국의 정치인이다. 본관은 영일. 초명(初名)은 수용(壽容)이고, 자는 화일(華一), 호는 백파(白坡)이다.

## 약력
- 경성 중동중학교 졸업
- 일본 교토 제1부립중학교 졸업
- 대한독립촉성국민회 영천군지부장
- 미군정청 영천군수 고문
- 영천청년회장
- 전국청년총연맹 가입
- 3.1운동 참가
- 신간회 참가
- 정원흥과 대구동촌비행장 폭파 협의
- 한국민주당 경북도당 상무위원
- 1948년 5월 10일 : 제헌 국회의원(경북 영천갑)
- 제헌국회 헌법기초위원
- 국민훈장무궁화장 1969.12.17

## 역대 선거 결과
|  | 0% |

|  | 26.05% |

|  | 29.25% |

## 참고자료
- 《대한민국 의정총람》, 국회의원총람발간위원회, 1994년
- 정도영 - 대한민국헌정회